# 관서 지방
관서 지방(關西地方)은 현재의 평양직할시, 평안남도, 평안북도, 자강도 일대를 가리키는 한국의 지역 구분 용어이다.

## 역사

### 고조선
평안도는 고조선(古朝鮮)의 중요한 영역중의 하나로서, 철기문화가 발달했으며 대동강 양안에 비옥한 평야가 펼쳐져 있어, 고대 한반도 문화의 중심지가 되었다. 평양이 고조선의 수도였는지는 불분명하나, 대체적으로 고조선의 수도인 왕검성(王儉城)으로 추정한다. 고조선이 멸망하자 한나라가 이곳에 한사군을 설치했으나, 토착민의 반발이 심해 낙랑군을 제외한 군현은 모두 폐지되거나 요동 지역으로 물러갔다. 그 이후의 낙랑군 또한 정치적 영향력을 잃고, 무역 기관으로서의 역할만 담당하게 된 것으로 추정하고 있다.

### 고대
고구려 미천왕이 312년에 낙랑군을 공격하여 영역을 점령하면서 평안도 일대는 고구려의 직속 영토가 되었다. 이후 광개토왕이 남정(南征)을 할 때 전초 기지가 되었으며, 장수왕 15년(427년)에 왕이 국도(國都)를 국내성에서 평양으로 옮기면서, 추후 241년간 고구려의 심장 역할을 담당하게 되었다.
평양 일대는 668년에 나당(羅唐)연합군의 공격을 받은 고구려가 무너지면서 도시로서의 기능을 잃게 되었다. 당나라는 고구려의 옛 영토를 통치하는 기구인 안동도호부(安東都護府)를 세우게 되었고, 후에 나당전쟁의 지휘 기구가 된다. 그러나 나당전쟁에서 당나라가 패배하게 되면서, 안동도호부는 요동성으로 옮겨가게 되었으며, 이 지역은 무주(無主)의 공백 지역이 된다.
698년에 발해(渤海)가 건국되면서, 평안도 지역도 차츰 발해에 속하게 되었다. 이 지역은 발해의 5경 중의 하나인 서경 압록부(西京鴨綠府)의 행정 구역에 포괄된 것으로 추정된다. 발해가 쇠퇴하자 평양 일대는 다시 무주지가 되었으나, 태조가 북진정책으로 인해 평양 근교는 고려의 영토로 편입되었다.

### 중세
태조는 평양과 그 일대 지역을 성역화(聖域化)하였으며, 평양을 고려 3경 중의 하나인 서경(西京)으로 삼음으로써 황도로서의 기능이 부활하게 되었다. 성종 11년(995년)에 고려를 10도로 구획하면서 서경과 교외 지역을 관서도(關西道)로 정했다. 나중에 5도 양계 중의 하나인 북계(北界)가 되었으며, 숙종 7년(1102년)에 서북면(西北面)으로 개편되었다.
1269년(원종 10년) 서북면 병마사의 기관(記官)인 최탄(崔坦) 등이 난을 일으켜 서경을 비롯한 북계(北界)의 54성과 자비령(慈悲嶺) 이북 서해도(西海道)의 6성을 들어 원나라에 투항하였다.
1270년(원종 11년) 쿠빌라이 칸은 자비령을 경계를 삼아 그 이북의 영토를 모두 원나라에 편입하고 서경에 동녕부를 설치하였다. 1290년 원나라는 고려의 끈질긴 요구를 받아들여 이 지역을 고려에 돌려주고, 동녕부를 요동(遼東)으로 옮겼다.

### 근세
평안도는 조선(朝鮮) 개국 21년 뒤인 태종 14년(1413년)에 모습을 드러내기 시작했다. 이름은 평양의 '평'자와 안주의 '안'의 글자가 합쳐저서 만들어졌다. 세종 대(世宗代)에는 4군 6진 중에 4군이 설치되어 압록강을 온전하게 마주하게 되었다. 세종 23년(1440년)에는 4군을 무창군으로 통폐합하고, 세종 26년에는 우예군이 신설되어 평안도에 속하게 되었다.
세조대에 이르러 무창군과 우예군이 폐지되었으나, 정조대에 무창진이 설치되어 변경을 다시 개척하게 되었다.

#### 근현대
1895년에 을미개혁 중의 하나인 23부제가 시행됨에 따라서 평안도는 북동부가 강계부(江界府)에, 북서부는 의주부(義州府), 남부는 평양부(平壤府)에 속하게 되었으나, 1896년에 있었던  강계부와 의주부는 평안북도로, 평양부는 평안남도로 확정되었다. 이는 일제강점기와 광복 직후에서도 지속되었다.
광복 이후 38도선 이북에서 조만식을 중추로 하는 민족주의 세력이 평남건국준비위원회(平南建準委)를 세우자 평안남북도(平安南北道)가 그 중심이 되었다. 그러나 소비에트 연방의 군정이 시작되면서 한반도 적색화(赤色化)의 중심 지역이 되었다. 6.25 전쟁으로 말미암아 휴전선의 이북 지역은 모두 조선민주주의인민공화국의 점거 아래에 있게 되었으며, 평양은 북한의 핵심 도시로 육성되었고, 북한의 최대 도시가 되었다.
한편, 평안남북도는 북한의 행정구역 개편으로 인하여, 평안북도의 서부(西部)는 평안북도로 이름을 유지하고, 동부(東部)는 자강도(慈江道)가 되었으며 도청 소재지는 강계(江界)이다.

### 근대 개신교 전파의 중심지
관서 지방에서는 서구사상이 일찍 유입되어 선천(宣川)·정주(定州)를 중심으로 개신교 사상이 전파됨에 따라 많은 개신교 교육기관이 설립되었다.
당시 개신교는 관서지방에서 보수층 관료층이 아닌 근대화의 경향을 강하게 지녔던 자립적 중산층에 의해 수용되었고, 이 자립적 중산층은 기독교를 믿음으로써 나라의 모든 모순을 제거하고 개화를 이룩하게 될 것으로 확신하고 있었다. 따라서 관서지방의 기독교적 전통은 상당히 강하였다. 또한 관서 지방에 있는 평양에서 1907년에 평양대부흥이 일어나서 "동방의 예루살렘"으로 불릴 정도였다.

### 역사에서의 관서 출신에 대한 차별
일명 서북인이라 불리는 관서 지방 출신의 사람을 중용하지 않는 이유는 잘 알려져 있지 않다. 다만 고려와 조선을 거치면서 관서 지방 출신자에 대한 차별이 원칙으로 굳어지면서, 관직에 진출한 사람은 많았지만 높은 관직에 오른 사람은 매우 적었다. 정조는 《홍제전서》에서 “서북의 문사(文士)와 조사(朝士) 가운데 대성(臺省)에 오른 자가 예전에는 매우 많아 이루 셀 수가 없을 정도였는데, 근래에는 정지시킨 채 시행하지 않고 있어 마치 한 도 전체가 저지당하는 것과 같이 되었다. (중략) 땅덩이가 커서 고을이 수십 개를 밑돌지 않고 등과(登科)한 사람이 100여 명을 밑돌지 않는 두 도이면서도 이 늙은 대신(臺臣) 두 사람에 지나지 않을 뿐이니…”라고 지적하며 서북인의 등용을 권면하였으나, 실제로 지켜지지는 않았다.
이후 홍경래의 난 또한 서북인에 대한 이러한 차별을 통해, 불만이 축적된 것이 사태 발생의 원인 중 하나라고 할 수 있다.

## 지리
관서 지방은 동쪽이 함경남도, 남쪽은 대동강(大同江)을 경계로 황해도에 위치해 있고, 북쪽은 압록강을 놓고 중원 대륙을 점하고 있는 중화인민공화국(중국)을 접하고 있으며, 서쪽은 서조선만서한만(西韓灣)을 끼고서 황해가 위치해 있다.
관서 지방의 극서는 평안북도 신의주에 속해 있는, 대한민국과 북한의 극서인 마안도 서단이다. 극남은 평안남도 남포시 남단이며, 극북은 자강도 중강군에 있는 중강진 북단이다.
- 산 : 묘향산, 랑림산
- 강 : 압록강, 대동강, 청천강
- 산맥 : 랑림산맥, 묘향산맥, 적유령산맥

## 문화

### 명소 · 관광 · 유적
- 평양성(대동문, 보통문)
- 부벽루
- 을밀대
- 모란봉
- 묘향산
- 연광정(평양)
- 통군정(의주)
- 약산동대(영변)

### 방언
관서 지방에서는 서북 방언을 사용한다.

### 식문화
평안도는 전반적으로 산세가 험한 편이지만 평양 부근을 비롯한 일부 지역에는 평야 지대가 있기 때문에 밭에서 난 재료와 해물, 산채를 주된 재료로 사용한 요리가 발달했다. 겨울이 긴 이 지역의 기후적 특성상 길고 추운 겨울에 먹는 음식들이 푸짐하다. 김치는 동치미가 일반적이고 각종 요리의 재료로 사용한다.
- 평양냉면
- 굴림만두
- 어복쟁반
- 노티(떡의 일종)

## 교통

### 항공
- 평양 순안 국제공항

### 철도
조선민주주의인민공화국 철도성 관할에 있다.
- 평부선
- 평의선
- 평덕선
- 평라선
- 평남선
- 평북선
- 만포선

## 주요 도시
- 평양직할시 : 조선민주주의인민공화국의 수도
- 신의주시 : 평안북도의 도청 소재지
- 평성시 : 평안남도의 도청 소재지
- 강계시 : 자강도의 도청 소재지
- 남포시
- 순천시
- 안주시
- 만포시

## 같이 보기
- 한국의 지방 구분